# Adrien Philibert Perrin de Cypierre de Chevilly
Pour les articles homonymes, voir Perrin.
Adrien Philibert Perrin de Cypierre de Chevilly, né à Paris le 23 janvier 1759 et mort dans l'ancien 1er arrondissement de Paris le 25 mars 1848, est un magistrat et intendant de l'Ancien Régime.
Il est conseiller au Parlement de Paris, maître des requêtes et intendant de la généralité d'Orléans. Il est emprisonné pendant dix mois pendant la Terreur.

## Biographie

### Famille
Adrien Philibert Perrin de Cypierre de Chevilly est issu d'une famille d'origine dauphinoise installée en Bourgogne, dont la filiation suivie remonte à Claude Perrin, marchand au XVIIe siècle. La famille est anoblie en la personne de Joseph Louis Perrin de Cypierre (1699-1730),, conseiller au Parlement de Dijon, père de Jean-François-Claude Perrin de Cypierre et grand-père d'Adrien Philibert.
Adrien Philibert Perrin de Cypierre de Chevilly est né à Paris le 23 janvier 1759. Il est le fils de Jean-François-Claude Perrin de Cypierre (1727-1790), maître des requêtes, président au Grand Conseil, intendant d'Orléans et conseiller d'État semestre et de Marie-Florimonde Parat de Montgeron (1740-1788),.
La sœur d'Adrien Philibert, Jeanne Antoinette Roberte Orléans Perrin de Cypierre, née à Paris le 31 août 1761 et morte à Rome le 3 janvier 1791, épouse en 1784 Étienne Thomas Maussion (1750-1794), avocat au Parlement de Paris, conseiller au Châtelet de Paris, conseiller au Parlement Maupéou, conseiller au Grand Conseil, maître des requêtes et intendant de la généralité de Rouen,. 
Adrien Philibert est le neveu du ministre Louis Auguste Le Tonnelier de Breteuil.

Châteaux de la famille Perrin de Cypierre
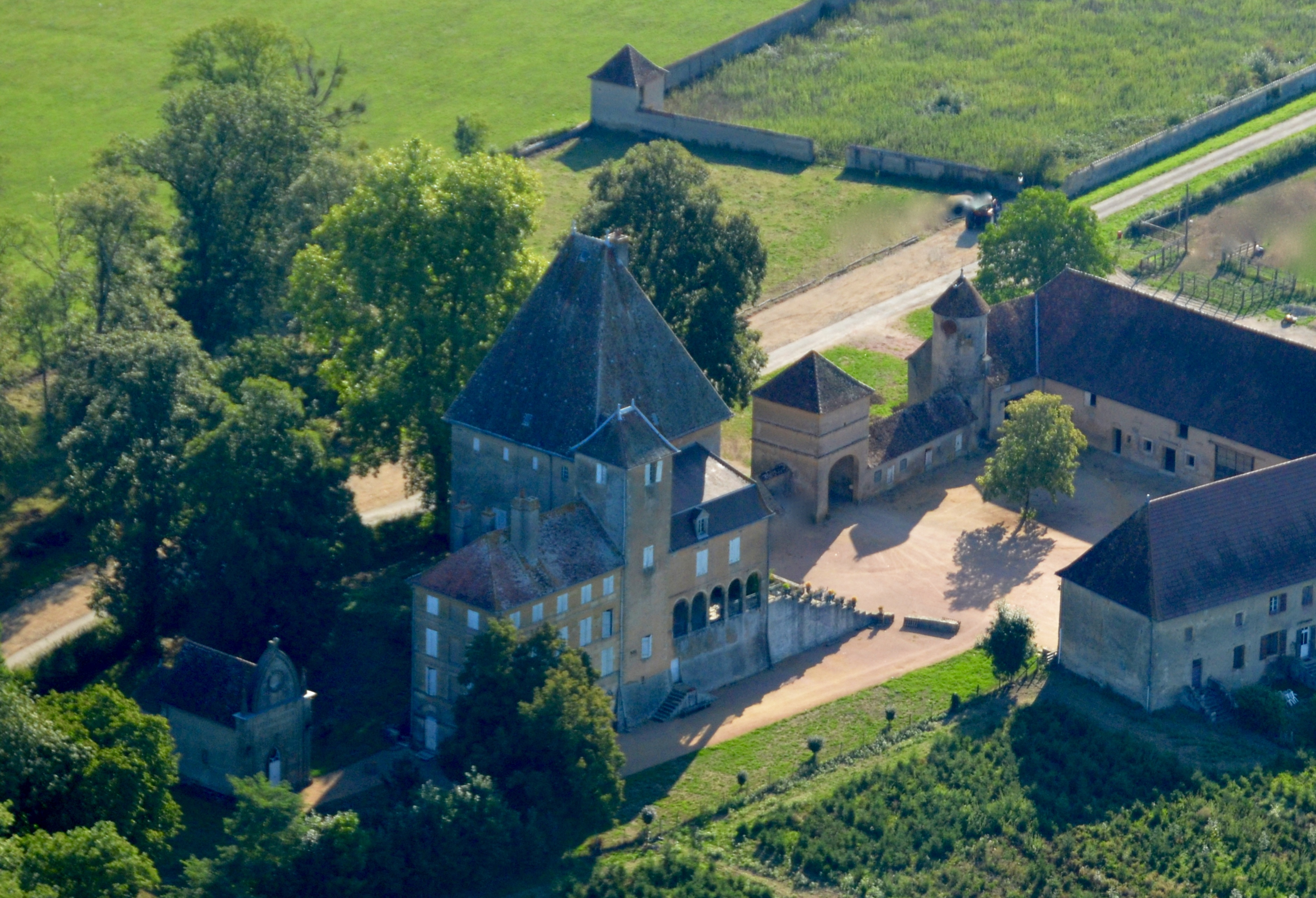
Château de Cypierre (Volesvres, Saône-et-Loire).
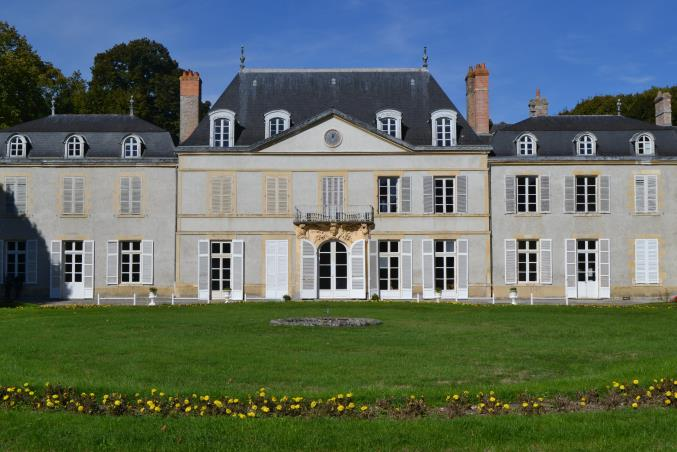
Château de Chevilly (Chevilly, Loiret)

### Carrière
Adrien Philibert Perrin de Cypierre de Chevilly est écuyer, marquis de Cypierre et baron de Chevilly. Il reçoit la baronnie de Chevilly — érigée en 1764 en faveur de son père après l'achat par ce dernier du château de Chevilly — en 1777 à l'occasion de son mariage. Il vend le château de Chevilly en 1791 à Charlotte Marie Élisabeth Leforestier, veuve de Louis Deslandes de Blanville.
Il est conseiller au Parlement de Paris le 13 décembre 1775,, et maître des requêtes du 11 avril 1781 à la Révolution,.
Il est intendant de la généralité d'Orléans,,,, d'abord adjoint à son père le 31 août 1784,,, comme un certain nombre de fils d'intendants, puis seul intendant en 1785,,. En tant qu'intendant, il préside l'assemblée provinciale de la généralité d'Orléans qui se réunit à l'automne 1787. Il doit également veiller à l'approvisionnement de la ville  d'Orléans en pains, qui, écrit-il à Necker, manque à la fin de 1788 parce que les moulins ne peuvent fonctionner à cause du gel des cours d'eau.
Il démissionne en août 1789.

### Emprisonnement
Pendant la Terreur, il est arrêté et emprisonné  à la prison Sainte-Pélagie le 8 nivôse an II (28 décembre 1793),. Il est accusé d'entretenir une correspondance avec une émigrée, la « femme Mondion »,, qu'il épousera en 1806. La loi exigeait qu'il déclare cette correspondance, ce qu'il n'a pas fait. Il est aussi arrêté en tant qu'ancien intendant,.
Le 18 vendémiaire an III (9 octobre 1794), il écrit au Comité de sûreté générale pour se défendre affirmant qu'il a démissionné de ses fonctions d'intendant « sans rien calculer de la haine que vouaient la Cour et ses partisans. Cette demande qui n’était que l’élan de mon cœur, je la fis au commencement d’août 1789 et les officiers municipaux en acceptant ma démission la consacrèrent dans leurs registres comme un gage certain de mon amour pour la Liberté ». Il précise également qu'il est fidèle à la République et à la patrie et que la veuve Mondion n'est pas une émigrée mais réside en France.
Il ajoute une déclaration datée du 22 fructidor an II (8 septembre 1794) de la société populaire de la commune de Franc-Cir (Saint-Cyr-sous-Dourdan) qui confirme qu'il est « bon républicain », garde national et qu'il ne s'est jamais opposé au gouvernement révolutionnaire. Il est libéré le 4 brumaire an III (25 octobre 1794), après dix mois de prison. Son nom est radié de la liste des émigrés le 13 janvier 1795.
Il meurt le 25 mars 1848 dans l'ancien 1er arrondissement de Paris.

### Mariages et descendance
Adrien Philibert Perrin de Cypierre de Chevilly se marie deux fois.
Il épouse le 8 avril 1777 à Paris Anne-Marguerite Doublet, de Bandeville, né à Paris le 26 novembre 1763 et morte dans l'ancien 2e arrondissement de Paris le 7 brumaire an XIV (29 octobre 1805). Ils sont séparés de biens par décision du tribunal de famille le 8 frimaire an III (28 novembre 1794). Elle est la fille de Michel Doublet, marquis de Bandeville (1707-1791), conseiller au Parlement de Paris et de Gabrielle Catherine Thomasse de Niquet (1739-1820). Ils ont deux enfants :
- Marie Antoinette Micheline Honorine Perrin de Cypierre, née vers 1781 et morte dans l'ancien 4e arrondissement de Paris le 17 mars 1852[13], épouse le 20 vendémiaire an VII (11 octobre 1798) Jean-Baptiste Marie Roslin, baron d'Ivry (1775-1839)[14] ;
- Casimir Florimond Joseph Perrin de Cypierre, né le 26 mars 1784 et mort dans l'ancien 1er arrondissement de Paris le 20 novembre 1844, épouse le 14 février 1811 Antoinette Jeanne Marguerite dit Jenny de Thélusson de Sorcy (1790-1816)[13].

Adrien Philibert Perrin de Cypierre de Chevilly se remarie le 1er mai 1806 à Paris avec Madeleine Barbe d'Hallot de Chavannes, morte dans l'ancien 1er arrondissement de Paris le 4 février 1809, fille de François Auguste d'Hallot de Chavannes (1722-1777) et de Barbe Perrine de Chabanon (vers 1736-1808), et veuve de Charles Laurent de Mondion (1746-après 1780).